# Elbach
Elbach è un comune francese di 266 abitanti situato nel dipartimento dell'Alto Reno nella regione del Grand Est.

## Monumenti e luoghi d'interesse

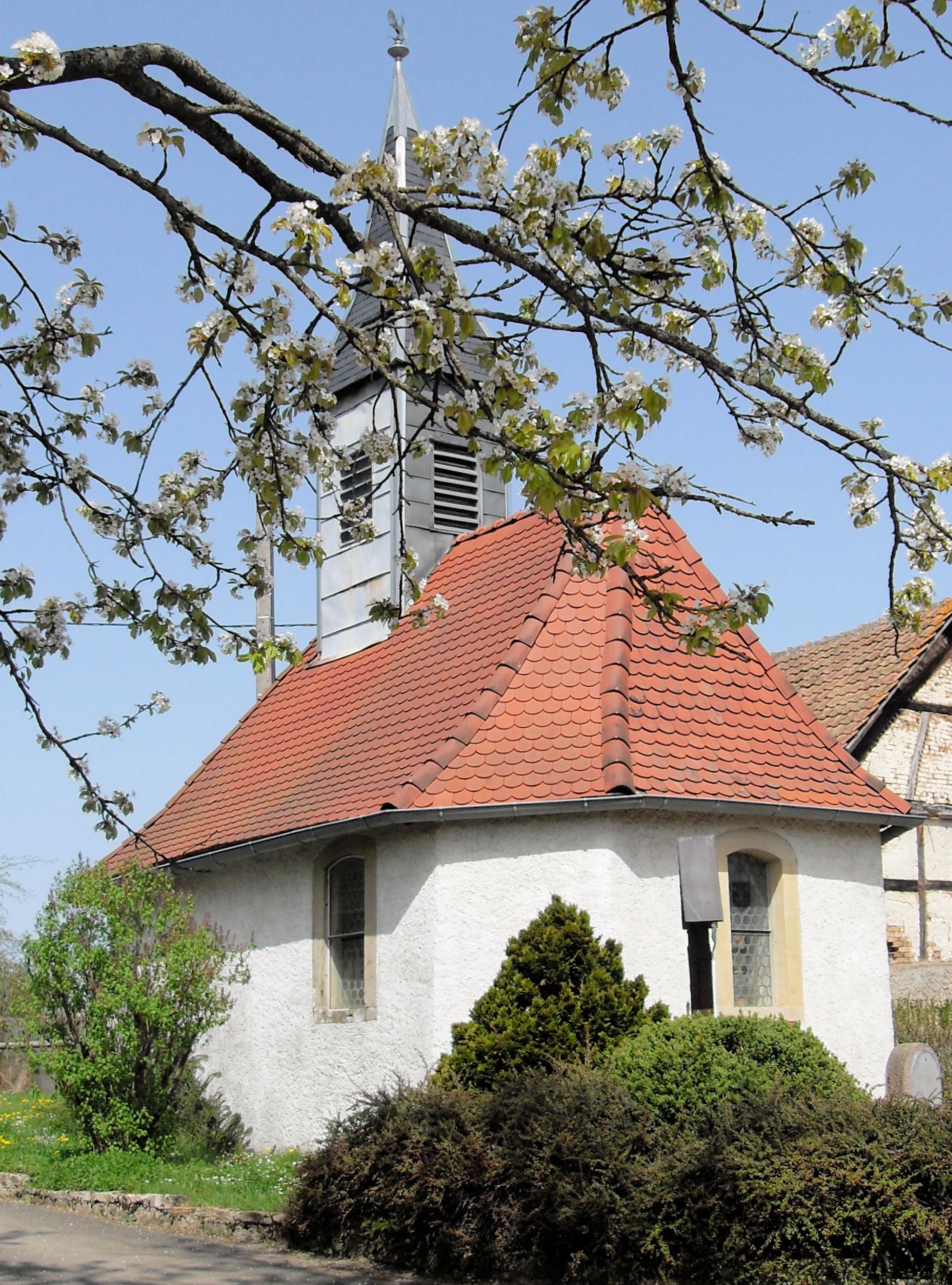
La chiesa

- Cappella dei Santi Pietro e Paolo.
- Il municipio, che ha sede in uno storico edificio che ospita anche la scuola del paese.

## Società

### Evoluzione demografica
Abitanti censiti